# Torrecilla del Valle
Torrecilla del Valle es una localidad perteneciente al municipio de Rueda, en la provincia de Valladolid, comunidad autónoma de Castilla y León, España.
La población está junto al río Zapardiel.
La iglesia es Santa María del Castillo. Aunque administrativamente depende de Rueda, litúrgicamente depende de Nava del Rey.

## Evolución demográfica
| 2000 | 2001 | 2002 | 2003 | 2004 | 2005 | 2006 | 2007 | 2008 | 2009 | 2010 | 2011 |
| 21   | 21   | 21   | 17   | 19   | 18   | 19   | 20   | 18   | 17   | 16   | 16   |